# White (rivière de Nouvelle-Zélande)
Pour les articles homonymes, voir White.
La rivière White  (en anglais : White River) est un cours d’eau de l’Île du Sud de la  Nouvelle-Zélande.

## Géographie
Elle s’écoule du flanc est des Alpes du Sud jusque dans la rivière Waimakariri. Elle est accessible en atteignant le  « Klondike Corner » sur la State Highway 73, en remontant la rivière Waimakariri jusqu’à ‘Carrington Hut’, et en tournant vers l’ouest.  La raison la plus habituelle de remonter la  rivière White est de vouloir atteindre le refuge de ‘Barker Hut‘, une base d’escalade pour les Mts Murchison, ‘Mt Wakeman’ et ‘Mt Harper’. En suivant la rivière jusqu’à sa source, le randonneur est conduit au ‘White Col’